# Argyrodes vatovae
Argyrodes vatovae är en spindelart som först beskrevs av Lodovico di Caporiacco 1940.  Argyrodes vatovae ingår i släktet Argyrodes och familjen klotspindlar.
Artens utbredningsområde är Etiopien. Inga underarter finns listade i Catalogue of Life.